# Kamienica Muzyków w Lublinie
Kamienica Muzyków – kamienica w Lublinie, która pierwotnie była własnością Stanisława Mężyka, rajcy lubelskiego. Ze względu na dekorację zyskała nazwę kamienicy Muzyków, gdyż zdobi ją fryz z postaciami grajków. Poświęcona jest Janowi z Lublina - twórcy Tabulatury organowej - największego w XVI wieku w Europie zbiorowi pieśni i tańców na organy. Na budynku znajduje się także medalion Henryka Wieniawskiego, który urodził się w sąsiedniej kamienicy numer 17. Fronton kamienicy Rynek 16 ozdobiono sgraffito nawiązującym do postaci XVI wiecznego lubelskiego muzyka i kompozytora Jana z Lublina, od twej chwili zwana jest „Kamienicą Muzyków”. Autorem dekoracji był wybitny polski malarz Stanisław Szczepański.